# 日高善一
日高善一(ひだか ぜんいち、1879年8月5日 - 1956年6月10日)は日本の牧師、聖書学者で「新約聖書全巻註解」を独力で執筆出版した。号は柿軒（しけん）。

## 生涯

### 幼少期
1879年(明治12年)宮崎県児湯郡美々津町に日高新一の子として生まれる。1885年(明治18年)頃、6歳の頃より教会学校に通い、延岡藩校亮文社、鹿児島簿約義塾で学ぶ。1899年(明治32年)に鹿児島日本基督教会の牧師宗像慶二郎より洗礼を受ける。

### 神学生時代
1899年長崎の東山学院の3年に編入学する。その時の同級生に益富政助、都留仙次がいた。宣教師のヘンリー・スタウト、A・ピータースよりオランダ改革派のカルビニズム(カルヴァン主義神学)を学ぶ。
1903年(明治36年)に上京して植村正久の一番町教会(現・日本基督教団富士見町教会)の会員になる。明治学院高等学部英文科に入学する。翌年、神学部に進む。在学中に、明治学院を去り東京神学社を創立した植村に従い、1905年(明治38年)に2年生として編入する。1907年(明治40年)東京神学社の第一回卒業生になる。

### 牧師時代
1907年10月按手礼を受けて、日本基督教会の牧師として、横浜太田教会、東京豊島岡教会、京都吉田教会を経て、1912年(明治45年)室町教会牧師に就任する。室町教会時代に独力で『新約聖書全巻註解』を執筆し、日曜世界社より刊行する。
1933年(昭和8年)『福音新報』主筆に就任するために、上京する。1936年(昭和11年)に日本ホーリネス教会の和協分離の会合に益富らと共に出席する。
1941年(昭和16年)日本基督教団が成立すると、『教団新報』の主筆になり、豊島駒込教会牧師、日本神学校講師などをキリスト教会の重鎮を務める。
戦後になり、1956年(昭和31年)に肺腫瘍で死去する。